# Анхелес Доняте
Анхелес Доняте (на испански: Ángeles Doñate) е испанска журналистка и писателка на произведения в жанровете социална драма, пътепис и книги за самопомощ.

## Биография и творчество
Мария Анхелес Доняте Састре е родена през 1971 г. в Барселона, Испания. Най-голямата е от 5 братя и сестри в семейството. От малка е запалена читателка. Завършва специалност „Журналистика“ в Университета на Навара в Памплона през 1994 г.
След дипломирането си работи като журналист на свободна практика, като пише есета, пътеписи и статии в различни вестници и списания. В периода 2002 – 2008 г. работи като мениджър по корпоративни комуникации за Отворения университет на Каталуния в Барселона. От 2011 г. е мениджър по корпоративни комуникации на евангелското училище на Каталуния в Барселона, а от 2019 г. е ръководител на отдела за международни връзки. Едновременно с работата си пише художествена литература. В свободното си време се включва в доброволческа дейност, като обучава възрастни хора да четат и пишат.
През 2006 г. става съавтор с писателката Патриция Морен на книгата „Вдъхновения с вашето куче“ за отношенията към домашния любимец, а през 2008 г. на книгата „Искаш ли съвет?“, сборник от стотици полезни идеи, за интелигентен, спокоен и пълноценен живот. Първият ѝ роман „Кучешка усмивка“, в съавторство с Марибел Вила, е издаден през 2013 г. и представя историята на главната героиня Джулия, която работи като помощник психотерапевт в болници, центрове за психично здраве, старчески домове и затвори, а в помощ са ѝ три кучета – фокстериер и два лабрадора.
През 2015 г. е издаден известният ѝ роман „Зимата на нашите писма“. В планинското селце Порвенир идва зимата, а с нея и новината, че пощенската служба в селото ще бъде закрита и персоналът преместен заради липса на писма. Възрастната Роза е добра съседка със Сара – единствената пощаджийка в селото, и решава да спаси пощенската станция като започне да пише писма до съседките си в селото, които да последват примера ѝ.
През 2019 г. е издаден романът ѝ „Последният вагон“. Той е история за училищата разположени във вагони през 20-те и 30-те години на XX век, за да обучават служителите на селскостопански компании и техните семейства в Република Мексико. Възпитаникът на едно такова училище вагон, сега главен инспектор по образованието, има заповед да закрие последното такова на жп гарата в Делисиас, Чиуауа, оцеляло благодарение на учителя Ернесто. Разказът представя и учениците в него и техния живот, белязан от училището вагон. Романът е предвиден за екранизация.
Анхелес Доняте живее в Барселона.

## Произведения
- Inspiraciones con tu perro (2006) – с Патриция Морен[1]
- ¿Quieres un consejo? (2008) – с Патриция Морен[2]
- Cuando la cigüeña se pierde (2010) – с Патриция Позо[4]
- La sonrisa de un perro (2013) – с Марибел Вила[3]
- De Santiago de Chile a Puerto Williams (2014) – пътепис, с Анна Гереро Оливела
- El invierno que tomamos cartas en el asunto (2015)
Зимата на нашите писма, изд.: ИК „Хермес“, Пловдив (2018), прев. Весела Чергова
- El alma de la radio (2017) [5]
- El último vagón (2019)
- Jenseits des Abgrunds (2021) – с Франсис Миралес